# Auditör (scientologi)
Auditör är inom dianetik- och scientologilärorna den person som i en auditeringssession leder och guidar den som blir auditerad, PC:n (Pre-Clear). På högre nivåer (Operating Thetan) auditerar man ofta sig själv, så kallad solo auditing, och är alltså sin egen auditör.